# 舒积成
舒积成（1933年9月—）四川省合川县人，中国人民解放军海军航空兵战斗英雄。中国共产党第九届中央委员会候补委员。

## 生平
1933年9月，舒积成生于四川省合川县沙坪乡梓潼村（今属重庆市）。1950年10月，舒积成参加中国人民解放军。1952年12月，中国东北长春空军第一预科总队挑选飞行员，舒积成被选中成为航校第七期飞行学员。文化程度仅为小学五年级的舒积成刻苦学习，成绩优异。1955年7月毕业后，被分配到驻青岛的中国人民解放军海军航空兵某师十团当飞行员。1956年5月，加入中国共产党。
1958年2月18日，台湾方面的中华民国空军RB－57型侦察机到中国大陆沿海活动，飞行员是曾获“飞虎奖章”的中华民国空军上校赵广华。中国人民解放军海军航空兵担任战斗值班的中队长胡春生、飞行员舒积成各驾一架歼击机升空，舒积成在同温层（12000米以上高空）击落RB－57型侦察机，这是世界空战史上第一次在同温层的开火战斗。RB—57侦察机坠落到青岛崂山千里岩外的海中。舒积成因功由少尉晋升中尉。1959年同周世秀结婚，结婚次日即返回部队。1964年，舒积成从飞行中队长升为副大队长，并当选为第三届全国人民代表大会代表。
1965年在越南战争中，美军出兵越南。舒积成所在的十团奉命赴中国海南岛执行任务。1965年3月31日，一架美军“火蜂式”高空无人侦察机入侵中国海南岛上空。舒积成单独驾机迎战，在飞机不如敌机飞得高的情况下灵活应战，将敌机击落在崖县南岛大队。舒积成立一等功。同年4月5日，获中华人民共和国国防部授予“战斗英雄”称号。舒积成由此成为抗美援朝战争后，中国人民解放军海军的首位战斗英雄。
1965年8月21日，美军“火蜂式”高空无人侦察机再度侵入中国领空，舒积成驾机迎敌。因无线电干扰严重，多次与地面失去联系，但他抓住战机将敌机击落坠海。因此他再次立一等功。不久，十团因在抗美援朝战争和国土防空作战中先后击落击伤敌机31架，获中华人民共和国国防部授予“海空雄鹰团”称号。
1967年12月3日，海军学习毛主席著作积极分子代表大会在北京人民大会堂举行，会前毛泽东等党和国家领导人单独接见战斗英雄舒积成、麦贤得等几位代表。1969年3月，刚出任海军航空兵某师副师长的舒积成入选为中共九大代表，并成为主席团成员。投票时，投票箱设在毛泽东、周恩来所坐的前排仅2米处。舒积成排队上前投票时，周恩来对毛泽东说：“这是三次打落美蒋飞机的战斗英雄舒积成。”舒积成当即转身向毛泽东敬军礼，而后又与毛泽东握手。在中共九大上，36岁的舒积成当选候补中央委员。
1970年8月23日，中共九届二中全会在庐山召开。舒积成出席会议。在分组会上，有人提议设国家主席，舒积成不知内幕，没有发言，但跟着别人鼓掌。为此，事后他被送进学习班，实际上遭隔离审查，随后又被送往苏北某部队农场劳动改造。1973年，舒积成接到通知，赴北京参加中央读书班。学习班开课当日，周恩来来看望学员，得知舒积成的遭遇后加以宽慰。同年8月，舒积成出席中国共产党第十次全国代表大会。这次他未再当选中央候补委员，但有了周恩来的那些话，舒积成此后未再去农场劳动，而是回到部队继续当副师长。但有些人继续追查他所谓的“上贼船”（指上林彪的贼船）问题，甚至还给有关人员打招呼说别让舒积成接近飞机，以防他驾机叛逃。舒积成不停地给中央军委领导乃至中共中央的每位领导写信。1975年，毛泽东在他的申诉信上批示：“人民内部矛盾，本人已交代，不要再追究了。”
舒积成从事飞行28年，飞过6种机型的飞机。在国土防空作战中击落敌机3架，立一等功2次。先后十多次受到毛泽东、周恩来等党和国家领导人接见，他是第二次全国青年社会主义建设积极分子代表大会代表，第三届全国人民代表大会代表，中国共产党第九、第十次全国代表大会代表，中共第九届候补中央委员。
文革结束后，舒积成又受到追查。1980年代初，新华社海军分社副社长陆其明（1950年代至1960年代作为新华社海军分社记者曾多次采访舒积成）又来到舒积成所在部队采访，得知舒积成仍在农场劳动改造并接受审查。当晚他找到舒积成家，舒积成全家四口人挤住在十多平方米的旧房间里，一贫如洗。陆其明随即给中共中央总书记胡耀邦和刚上任的海军司令员刘华清、政治委员李耀文写信反映。经他们过问，主管部门决定舒积成仍按副师职安排工作。1983年，舒积成被调到山西海军第一航校任顾问。1984年初，经申请批准，调到靠近家乡的重庆，任海军重庆军事代表局顾问。1988年，舒积成卸任顾问职务。但领导提出希望舒积成再管管海军离退休干部四川移交组的工作，舒积成同意。任内他多次获评为海军先进离退休干部工作者、先进老干部工作者，并出席了在北京举办的中国人民解放军海军航空兵成立50周年庆典。
1997年，深圳市领导得知舒积成想来小女儿和儿子工作的深圳经济特区定居时，很快破例给了舒积成夫妇两个入户指标，并分配一套师级干部住房。晚年舒积成安居深圳，经常以深圳军休干部的身份到各部队讲述自己的生平及战斗经历。